# Hans-Martin Schönherr-Mann
Hans-Martin Schönherr-Mann (* 23. Mai 1952 in Esslingen am Neckar) ist ein deutscher Philosoph. Er ist Professor für Politische Philosophie an der Ludwig-Maximilians-Universität München.

## Leben
Schönherr-Mann studierte Philosophie, Literaturwissenschaft und Neuere Geschichte an der Heinrich-Heine-Universität Düsseldorf und an der Friedrich-Alexander-Universität Erlangen-Nürnberg. Er promovierte 1982 bei Manfred Riedel und Herbert Ganslandt.
Er war wissenschaftlicher Assistent am Geschwister-Scholl-Institut der Universität München bei Peter Cornelius Mayer-Tasch und habilitierte im Jahr 1995.
Seit 2002 ist er außerplanmäßiger Professor für Politische Philosophie am Geschwister-Scholl-Institut der Ludwig-Maximilians-Universität München.
Er nahm Vertretungs- bzw. Gastprofessuren an den Universitäten Innsbruck, Passau, Regensburg, Eichstätt-Ingolstadt, Turin und in Venedig wahr.

## Forschungsschwerpunkt
Zu seinen Forschungsschwerpunkten zählen die Philosophie des 20. Jahrhunderts insb. der französischen Philosophie, der Existenzialismus und die Dekonstruktion, die Philosophie des 19. Jahrhunderts und die Philosophie des deutschen Idealismus. Sein Interesse gilt der Praktischen Philosophie, der Philosophie der Bildung, der Politischen Philosophie und der Technikphilosophie.

## Werke (Auswahl)
- Dekonstruktion als Gerechtigkeit. Jacques Derridas Staatsverständnis und politische Philosophie, Nomos, Baden-Baden 2019
- Michel Foucault als politischer Philosoph, Innsbruck University Press, Innsbruck 2019
- Gewalt, Macht, individueller Widerstand: Staatsverständnisse im Existentialismus, Nomos, Baden-Baden 2015
- Albert Camus als politischer Philosoph , Innsbruck University Press, Innsbruck 2015
- Fröhliches Philosophieren, edition fatal, München 2015
- Untergangsprophet und Lebenskünstlerin – Über die Ökologisierung der Welt, Matthes & Seitz, Berlin 2015
- Vom Nutzen der Philosophie: Pragmatismus als Lebenskunst , Hirzel Verlag, Stuttgart 2012
- Was ist politische Philosophie? Campus Verlag, Reihe Studium, Frankfurt/M., New York 2012
- Philosophie der Liebe – Ein Essay wider den Gemeinspruch ‚Die Lust ist kurz, die Reu’ ist lang’, Matthes & Seitz, Berlin 2012
- Die Macht der Verantwortung, Verlag Karl Alber – Hinblick, Freiburg, München 2010
- Globale Normen und individuelles Handeln – Die Idee des Weltethos aus emanzipatorischer Perspektive, Königshausen & Neumann, Würzburg 2010
- Der Übermensch als Lebenskünstlerin – Nietzsche, Foucault und die Ethik, Matthes & Seitz, Berlin 2009
- Friedrich Nietzsche, UTB Profile, Paderborn 2008
- Miteinander leben lernen – Die Philosophie und der Kampf der Kulturen, mit einem Essay und einem Vorwort von Hans Küng, Piper-Verlag, München 2008
- Simone de Beauvoir und das andere Geschlecht, dtv, München 2007
- Hannah Arendt – Wahrheit, Macht, Moral, C.H. Beck, München 2006
- Sartre – Philosophie als Lebensform, C.H. Beck, München 2005
- Politischer Liberalismus in der Postmoderne – Zivilgesellschaft, Individualisierung, Popkultur, Wilhelm Fink Verlag, München 2000
- Die Technik und die Schwäche – Ökologie nach Nietzsche, Heidegger und dem „schwachen Denken“, Edition Passagen, Wien, 1989
- Von der Schwierigkeit, Natur zu verstehen – Entwurf einer negativen Ökologie, Fischer, Frankfurt am Main, 1989